# فریس (تگزاس)
فریس، تگزاس (به انگلیسی: Ferris, Texas) یک شهر در ایالات متحده آمریکا با جمعیت ۲٬۴۳۶ نفر است که در تگزاس واقع شده‌است.